# Madelyn Clare
Madelyn Clare (Cleveland, Ohio, 18 de noviembre de 1894 – 20 de septiembre de 1975), también conocida como Madelyn Klare o Madelyn Donovan, fue una actriz cinematográfica estadounidense, activa en la época del cine mudo. 
Nacida en Cleveland, Ohio, estuvo casada con el escritor y guionista Thomas Dixon, Jr.. Ella falleció en Raleigh, Carolina del Norte, siendo enterrada junto a su marido en el Cementerio Sunset, en Shelby (Carolina del Norte).

## Filmografía
- The Mark of the Beast (1923)
- False Fronts (1922)
- The Supreme Passion (1921)
- If Women Only Knew (1921)
- The Discarded Woman (1920)
- The Misleading Widow (1919)
- The Hidden Truth (1919)
- All Woman (1918)
- Young America (1918)
- The Lincoln Cycle (1917)

## Galería fotográfica

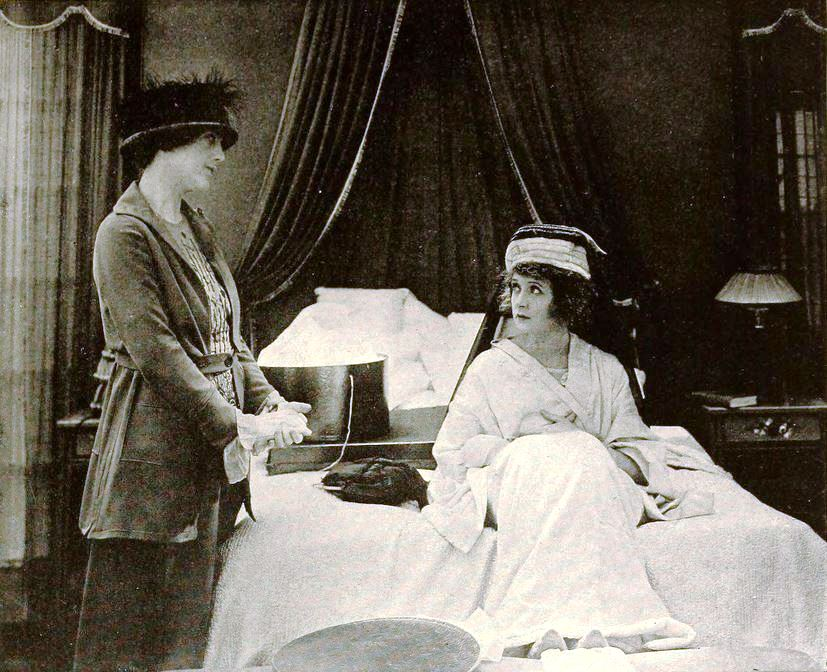
Escena de The Misleading Widow, con Madelyn Clare y Billie Burke
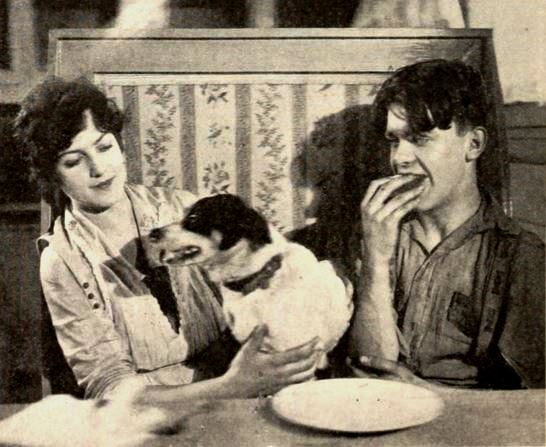
Escena de Young America (1918), con Madelyn Clare y Charles Frohman Everett
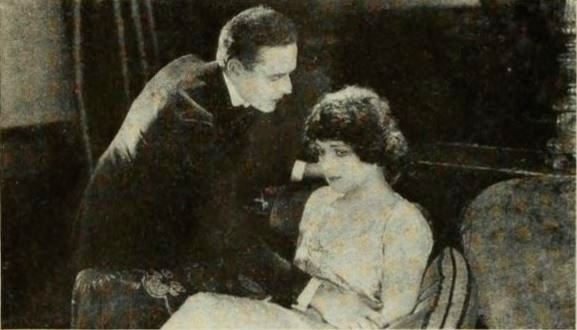
Escena de False Fronts (1922), con Edward Earle y Madelyn Clare